# Melay (Maine-et-Loire)
Pour les articles homonymes, voir Melay.
Melay est une ancienne commune française située dans le département de Maine-et-Loire et la région Pays de la Loire.
Le 1er janvier 2013, les anciennes communes de Chemillé et de Melay se sont regroupées en l'ancienne commune nouvelle de Chemillé-Melay, dont Melay constituait une commune déléguée.
Le 15 décembre 2015, l'ancienne commune nouvelle de Chemillé-Melay a été fusionnée avec les 11 autres anciennes communes de l'ancienne communauté de communes de la région de Chemillé, afin pour former la commune nouvelle de Chemillé-en-Anjou, dont Melay reste (de même que Chemillé et les 11 autres anciennes communes) une commune déléguée.

## Géographie
Commune angevine des Mauges, Melay se situe au nord de Cossé-d'Anjou, sur la route D756, Chemillé - La Salle de Vihiers.
Son territoire a une superficie de près de 23 km2 (2 270 hectares) et son altitude varie de 75 à 212 mètres.

## Toponymie et héraldique

### Toponymie
Formes anciennes du nom : Melei en 1019, pour devenir ensuite Melay,.

### Héraldique
| Chemillé | Blason ville de Melay : De gueules à dix besants d'or ordonnés 4, 3, 2 et 1. |

## Histoire

### Généralités
Après la Révolution éclate une insurrection royaliste, et en 1793 celle de la guerre de Vendée. Tout l'Anjou sera concerné par ces événements. Le 25 janvier 1793, la 5e colonne du général Crouzat pénètre dans le bourg de Melay qu'il incendie et improvise un tribunal militaire qui siège au presbytère. Après un jugement expéditif, les 52 habitants arrêtés (principalement des femmes et 23 enfants), suspectés d'activités contre-révolutionnaires, sont condamnés à mort en dépit du sauf-conduit accordé par un comité révolutionnaire local. Les condamnés sont conduits dans un pré derrière le presbytère où ils sont fusillés. Seules 4 des victimes survivent à l'exécution : Marie Boulestreau, Jeanne Belouin veuve Gourdon, Marie Hilaire, et Pierre Gourdon. Grâce aux indications données par ce dernier à ses descendants, la fosse commune ayant recueilli les restes des victimes est localisée et les corps sont exhumés en 1874. Les ossements sont entreposés dans deux caveaux de la chapelle des Martyrs édifiée à cet effet en 1875 dans le cimetière tandis qu'une croix est érigée marque le lieu d'exécution.
Lors de la réorganisation administrative sous la Révolution, Melay est rattachée en 1790 au canton de Chemillé et au district de Cholet, puis en 1800 à l'arrondissement de Beaupreau et à sa disparition en 1857 à celui de Cholet.

### Commune nouvelle de Chemillé-Melay
En 2012, les équipes municipales de Chemillé et de Melay initient un rapprochement entre les deux communes, sous la forme d'une commune nouvelle, régie par la loi du 16 décembre 2010.
Ce projet est marqué par une opposition d'une partie de la population Melayonne. Une association est créée, SOS Melay, et une consultation des habitants est organisée par elle en octobre 2012,. La participation à cette consultation a été de 54 %, avec 86 % de votes exprimés contre le projet de commune nouvelle.
Malgré cet avis négatif, le conseil municipal de Melay vote le 22 octobre, à 10 voix contre 8, en faveur de la création d'une commune nouvelle Chemillé-Melay. La question est portée auprès du préfet de Maine-et-Loire,, qui valide le 12 novembre la création de la commune nouvelle,.
Le 26 décembre 2012, l’association SOS Melay dépose un recours judiciaire devant le tribunal administratif de Nantes en vue d'annuler l’arrêté préfectoral du 12 novembre portant création de la commune nouvelle Chemillé-Melay.
| Nom de la commune | Population (2010) | Surface (hectares) | Alt. mini (mètres) | Alt. maxi (mètres) |
| ----------------- | ----------------- | ------------------ | ------------------ | ------------------ |
| Chemillé          | 7 028             | 4 920              | 42                 | 114                |
| Melay             | 1 608             | 2 270              | 75                 | 212                |
| Ensemble          | 8 636             | 7 190              | 42                 | 212                |

En 2014, un nouveau projet de fusion se dessine. Il est présenté à la population en avril et mai 2015. Le 2 juillet, les conseils municipaux de l'ensemble des communes du territoire communautaire votent la création d'une commune nouvelle au 15 décembre 2015,.

## Politique et administration

### Administration municipale

#### Administration actuelle
Le 1er janvier 2013, Melay devient une commune déléguée au sein de la commune nouvelle de Chemillé-Melay et dispose d'un maire délégué. Le 15 décembre 2015, elle intègre la commune nouvelle de Chemillé-en-Anjou dont elle constitue également une commune déléguée.
| Période      | Période   | Identité            | Étiquette | Qualité |
| ------------ | --------- | ------------------- | --------- | ------- |
| janvier 2013 | mars 2014 | Thérèse Coulon      |           |         |
| mars 2014    | mai 2020  | Yann Semler-Collery |           |         |
| mai 2020     |           | Laurent Picard      |           |         |

#### Administration ancienne
Melay est érigée en municipalité en 1790.
| Période                                  | Période       | Identité                 | Étiquette | Qualité          |
| ---------------------------------------- | ------------- | ------------------------ | --------- | ---------------- |
| 1815                                     | 1815          | Georges de La Beraudiere |           |                  |
| 1815                                     | 1830          | Auguste de La Beraudiere |           |                  |
| 1830                                     | 1841          | Saunier                  |           |                  |
| 1841                                     | 1843          | Jean Cesbron             |           |                  |
| 1841                                     | 1843          | Auguste de La Beraudiere |           |                  |
| 1843                                     | 1852          | Jean Cesbron             |           |                  |
| 1852                                     | 1888          | Victor de La Beraudiere  |           |                  |
| 1888                                     | 1912          | Pierre Gaschet           |           |                  |
| 1912                                     | 1919          | Pierre Dixneuf           |           |                  |
| 1919                                     | 1947          | François Secher          |           |                  |
| 1947                                     | 1959          | Joseph Ergand            |           |                  |
| 1959                                     | 1970          | Jacques de La Beraudiere |           |                  |
| 1970                                     | 1977          | Lucien Thomas            |           |                  |
| 1977                                     | 1980          | Germaine Cherbonnier     |           |                  |
| 1980                                     | 2002          | Joseph Humeau            |           |                  |
| 2002                                     | 2008          | Gérard Maillet           |           | Agriculteur      |
| mars 2008                                | décembre 2012 | Thérèse Coulon,          |           | Agent immobilier |
| Les données manquantes sont à compléter. |               |                          |           |                  |

### Ancienne situation administrative

#### Intercommunalité
Au 31 décembre 2012, la commune était intégrée à la communauté de communes de la région de Chemillé, créée en 1994, qui regroupait treize communes jusqu'en décembre 2012, dont Chemillé et Melay, et qui a disparu en 2015 quand ses communes ont été réunies au sein de la commune nouvelle de Chemillé-en-Anjou.

#### Autres circonscriptions
Au 31 décembre 2012, la commune de Melay faisait partie du canton de Chemillé et de l'arrondissement de Cholet. Le canton de Chemillé comprenait à cette date dix communes, dont Chemillé et Melay. C'est l'un des quarante et un cantons que compte le département ; circonscriptions électorales servant à l'élection des conseillers généraux, membres du conseil général du département.
À cette date, Melay faisait partie de la deuxième circonscription de Maine-et-Loire, composée de cinq cantons dont Chemillé, Chalonnes-sur-Loire et Les Ponts-de-Cé. La deuxième circonscription de Maine-et-Loire est l'une des sept circonscriptions législatives que compte le département.

## Population et société

### Évolution démographique
L'évolution du nombre d'habitants est connue à travers les recensements de la population effectués dans la commune depuis 1793. À partir du 1er janvier 2009, les populations légales des communes sont publiées annuellement dans le cadre d'un recensement qui repose désormais sur une collecte d'information annuelle, concernant successivement tous les territoires communaux au cours d'une période de cinq ans. 
Pour les communes de moins de 10 000 habitants, une enquête de recensement portant sur toute la population est réalisée tous les cinq ans, les populations légales des années intermédiaires étant quant à elles estimées par interpolation ou extrapolation. Pour la commune, le premier recensement exhaustif entrant dans le cadre du nouveau dispositif a été réalisé en ,.
En 2010, la commune comptait 1 608 habitants.
| 1806 | 1821  | 1831  | 1836  | 1841  | 1846  | 1851  | 1856  | 1861  |
| ---- | ----- | ----- | ----- | ----- | ----- | ----- | ----- | ----- |
| 960  | 1 137 | 1 258 | 1 257 | 1 204 | 1 366 | 1 459 | 1 500 | 1 430 |

| 1866  | 1872  | 1876  | 1881  | 1886  | 1891  | 1896  | 1901  | 1906  |
| ----- | ----- | ----- | ----- | ----- | ----- | ----- | ----- | ----- |
| 1 394 | 1 290 | 1 291 | 1 252 | 1 310 | 1 194 | 1 127 | 1 083 | 1 060 |

| 1911  | 1921  | 1926  | 1931  | 1936  | 1946  | 1954  | 1962  | 1968  |
| ----- | ----- | ----- | ----- | ----- | ----- | ----- | ----- | ----- |
| 1 080 | 1 014 | 1 035 | 1 051 | 1 024 | 1 028 | 1 054 | 1 039 | 1 030 |

| 1975  | 1982  | 1990  | 1999  | 2006  | 2008  | 2010  | - | - |
| ----- | ----- | ----- | ----- | ----- | ----- | ----- | - | - |
| 1 086 | 1 303 | 1 424 | 1 420 | 1 559 | 1 598 | 1 608 | - | - |

### Pyramide des âges
La population de la commune est relativement jeune. Le taux de personnes d'un âge supérieur à 60 ans (16,6 %) est en effet inférieur au taux national (21,8 %) et au taux départemental (21,4 %).
Contrairement aux répartitions nationale et départementale, la population masculine de la commune est supérieure à la population féminine (50,9 % contre 48,7 % au niveau national et 48,9 % au niveau départemental).
La répartition de la population de la commune par tranches d'âge est, en 2008, la suivante :
- 50,9 % d’hommes (0 à 14 ans = 20,4 %, 15 à 29 ans = 19,6 %, 30 à 44 ans = 21,7 %, 45 à 59 ans = 21,8 %, plus de 60 ans = 16,4 %) ;
- 49,1 % de femmes (0 à 14 ans = 22,3 %, 15 à 29 ans = 15,7 %, 30 à 44 ans = 21,5 %, 45 à 59 ans = 23,8 %, plus de 60 ans = 16,6 %).

| Hommes | Classe d’âge | Femmes |
| ------ | ------------ | ------ |
| 0,1    | 90 ans ou +  | 0,1    |
| 5,0    | 75 à 89 ans  | 6,1    |
| 11,3   | 60 à 74 ans  | 10,4   |
| 21,8   | 45 à 59 ans  | 23,8   |
| 21,7   | 30 à 44 ans  | 21,5   |
| 19,6   | 15 à 29 ans  | 15,7   |
| 20,4   | 0 à 14 ans   | 22,3   |

| Hommes | Classe d’âge | Femmes |
| ------ | ------------ | ------ |
| 0,4    | 90 ans ou +  | 1,1    |
| 6,3    | 75 à 89 ans  | 9,5    |
| 12,1   | 60 à 74 ans  | 13,1   |
| 20,0   | 45 à 59 ans  | 19,4   |
| 20,3   | 30 à 44 ans  | 19,3   |
| 20,2   | 15 à 29 ans  | 18,9   |
| 20,7   | 0 à 14 ans   | 18,7   |

## Économie
Sur 135 établissements présents sur la commune à fin 2010, 27 % relevaient du secteur de l'agriculture (pour une moyenne de 17 % sur le département), 5 % du secteur de l'industrie, 14 % du secteur de la construction, 35 % de celui du commerce et des services et 19 % du secteur de l'administration et de la santé.

## Culture locale et patrimoine

### Lieux et monuments
- La Chapelle des Martyrs.